# 샬롯 프랄리네
샬롯 프랄리네(シャーロット・プラリネ)는 일본 만화 및 애니메이션 원피스의 등장하는 귀상어 반인어다.

## 외모
1. 노란색 머리카락.
2. 귀상어 반인어 답게 머리 모양이 귀상어와 똑같다.
3. 파란색 지느러미를 가진 하반신.

## 소개
샬롯 가의 21녀로, 태양 해적단의 부선장인 알라딘의 부인이다. 태양 해적단이 빅 맘 해적단의 산하로 들어올 때 부선장 알라딘과 결혼했다. 알라딘과 결혼한 동시에 태양 해적단에 들어오게 되었으며, 어머니 샬롯 링링보다 남편인 알라딘을 우선으로 생각하는 뜨거운 열정을 보인다.

## 행적
태양 해적단이 빅 맘 해적단의 산하에서 탈퇴를 결의할 때, 자신에게만 비밀리로 회의한다고 화를 내며 자신은 남편을 따라가겠다고 선언한다. 카포네 벳지에 의해 부상을 당한 페콤즈가 탈출을 못하도록 페콤즈를 홀 케이크 아일랜드의 동쪽 하구에 꽁꽁 묶은 뒤 선원들과 함께 토트랜드를 무사히 빠져나간다. 나중에 태양 해적단과 함께 밀짚모자 해적단의 탈출을 돕는 동시에 빅 맘 해적단들과 싸운다.